# O Leão no Inverno (1968)
The Lion in Winter (bra/prt: O Leão no Inverno) é um filme britânico de 1968, do gênero drama histórico, dirigido por Anthony Harvey, com roteiro de James Goldman baseado em sua peça homônima, que fizera sucesso na Broadway em 1966.
O Leão no Inverno marcou a estreia de Anthony Hopkins no cinema.

## Elenco
- Peter O'Toole como Rei Henrique 2.º
- Katharine Hepburn como rainha Eleanor de Aquitânia
- Anthony Hopkins como Ricardo Coração de Leão
- John Castle como Godofredo 2.º
- Nigel Terry como João 1.º
- Timothy Dalton como rei Filipe 2.º
- Jane Merrow como Adela
- Nigel Stock como capitão William Marshall
- Kenneth Ives como guarda da rainha Eleanor

## Crítica
O filme não foi muito bem recebido pela crítica na ocasião de seu lançamento, sendo apontado que o roteiro se aproximava demais de A Caldeira do Diabo, um filme lançado 11 anos antes e que também tinha como roteiro central as intensas discussões verbais entre familiares. Apesar das críticas, o filme arrecadou 5 vezes mais o seu orçamento, que foi de US$ 4 milhões.

## Prêmios e indicações
| Prêmio                  | Categoria                               | Recipiente               | Resultado                   |
| ----------------------- | --------------------------------------- | ------------------------ | --------------------------- |
| Oscar 1969              | Melhor filme                            | Melhor filme             | Indicado                    |
| Oscar 1969              | Melhor diretor                          | Anthony Harvey           | Indicado                    |
| Oscar 1969              | Melhor atriz                            | Katharine Hepburn        | Venceu                      |
| Oscar 1969              | Melhor ator                             | Peter O'Toole            | Indicado                    |
| Oscar 1969              | Melhor figurino                         | Margaret Furse           | Indicado                    |
| Oscar 1969              | Melhor trilha sonora                    | John Barry               | Venceu                      |
| Oscar 1969              | Melhor roteiro adaptado                 | James Goldman            | Venceu                      |
| Globo de Ouro 1969      | Melhor filme - drama                    | Melhor filme - drama     | Venceu                      |
| Globo de Ouro 1969      | Melhor ator - drama                     | Peter O'Toole            | Venceu                      |
| Globo de Ouro 1969      | Melhor atriz - drama                    | Katharine Hepburn        | Indicado                    |
| Globo de Ouro 1969      | Melhor direção                          | Anthony Harvey           | Indicado                    |
| Globo de Ouro 1969      | Melhor atriz coadjuvante                | Jane Merrow              | Indicado                    |
| Globo de Ouro 1969      | Melhor roteiro                          | James Goldman            | Indicado                    |
| Globo de Ouro 1969      | Melhor trilha sonora                    | John Barry               | Indicado                    |
| BAFTA 1969              | Melhor atriz                            | Katharine Hepburn        | Venceu[carece de fontes?]   |
| BAFTA 1969              | Melhor ator coadjuvante                 | Anthony Hopkins          | Indicado[carece de fontes?] |
| BAFTA 1969              | Melhor roteiro adaptado                 | James Goldman            | Indicado[carece de fontes?] |
| BAFTA 1969              | Melhor fotografia                       | Douglas Slocombe         | Indicado[carece de fontes?] |
| BAFTA 1969              | Melhor figurino                         | Margaret Furse           | Indicado[carece de fontes?] |
| BAFTA 1969              | Melhor trilha sonora                    | John Barry               | Indicado[carece de fontes?] |
| BAFTA 1969              | Prêmio Anthony Asquith de melhor música | [ qual? ]                | Venceu[carece de fontes?]   |
| NYFCCA 1969             | Melhor filme                            | Melhor filme             | Venceu[carece de fontes?]   |
| David di Donatello 1999 | Melhor filme estrangeiro                | Melhor filme estrangeiro | Venceu[carece de fontes?]   |